# Mecánica cuántica relativista
La mecánica cuántica relativista es una generalización de la mecánica cuántica necesaria para entender el comportamiento de las partículas que alcanzan velocidades cercanas a la de la luz, régimen en el cual la ecuación de Schrödinger deja de ser efectiva.

## Emergencia de la mecánica cuántica relativista
La ecuación de Schrödinger para la partícula libre posee la forma:

{\displaystyle {\frac {{\hat {\mathbf {p} }}^{2}}{2m}}\psi (x)=E\psi (x)}

Donde el operador momentum y la energía están definidos por:
{\displaystyle \mathbf {p} =i\hbar \nabla } y
{\displaystyle E=i\hbar {\frac {\partial }{\partial t}}}
Dado que son los generadores de los grupos de isometría de translación espacial y temporal respectivamente.
El primer problema con esta ecuación es que es lineal en la derivada temporal, mientras que cuadrática en la derivada espacial, lo que claramente viola la invarianza de Lorentz (que establece primordialmente que las coordenadas espaciales y temporales son intercambiables).
Siguiendo la receta establecida por Schrödinger, se introduce el hamiltoniano relativista de una partícula, dado por:

{\displaystyle E^{2}=c^{2}\mathbf {p^{2}} +m^{2}c^{4}}

Y se aplica el proceso de cuantización canónica para obtener una ecuación para una partícula relativista:

{\displaystyle -\hbar ^{2}{\frac {\partial ^{2}\psi }{\partial t^{2}}}=(-\hbar ^{2}c^{2}\nabla ^{2}+m^{2}c^{4})\psi }

Tomando unidades naturales {\displaystyle c=\hbar =1} y adoptando notación covariante μ=(0,1,2,3), podemos escribir la expresión anterior como:

{\displaystyle (\partial ^{\mu }\partial _{\mu }+m^{2})\psi =0}

conocida como la ecuación de Klein-Gordon.
Sin embargo al poco andar es simple ver que la ecuación de Klein Gordon, a pesar de poseer soluciones que cumplen con la relación de dispersión de una partícula relativista, presenta problemas serios en la interpretación probabilística de la función de onda {\displaystyle \psi }. Para verlo, consideramos la corriente de probabilidad asociada a la ecuación de Klein-Gordon:

{\displaystyle J^{\mu }=\psi ^{*}\partial ^{\mu }\psi -\psi \partial ^{\mu }\psi ^{*}}

Integrando la ecuación de continuidad {\displaystyle \partial _{\mu }J^{\mu }=0}, vemos que la componente cero de la cuadri-corriente {\displaystyle J^{0}=\psi ^{*}\partial _{t}\psi -\psi \partial _{t}\psi ^{*}} es conservada. Para la solución de onda plana más simple, {\displaystyle \psi (x,t)=Ae^{i(Et-{\textbf {p}}\cdot {\textbf {x}})}}, la densidad {\displaystyle J^{0}=2E|A|^{2}} puede ser negativa, ya que {\displaystyle E=\pm {\sqrt {\mathbf {p^{2}} +m^{2}}}}. Esto muestra que la interpretación como densidad de probabilidad (siempre positiva) de {\displaystyle J^{0}} ya no tiene sentido.
En un intento por remediar este problema, Paul Adrien Maurice Dirac descubrió en 1928 la ecuación de Dirac, genuinamente covariante relativista y que introdujo de manera natural el espín del electrón y las antipartículas (en particular el positrón).

## Emergencia de la teoría cuántica de campos
Sin embargo, el enfoque anterior de desarrollar ecuaciones de onda covariantes no resuelve todas las dificultades. En particular el enfoque de ecuaciones de onda sólo es aplicable a "partículas libres" (situación llamada de "campos libres") que no interactúen fuertemente entre ellas.
El análisis del problema relativista implica que en un sistema de partículas en interacción el número de partículas no necesariamente tiene que ser constante, lo cual elimina cualquier posibilidad de interpretar construir funciones de onda que representen probabilidades de presencia de la partícula en el caso general. De hecho, es conocido que experimentalmente un fotón de alta energía puede "crear ex-nihilo" un par electrón-positrón por lo que no es posible construir funciones de onda para cada tipo de partícula, y es necesario reformular la teoría en la forma de una teoría cuántica de campos.
Por esa razón en mecánica cuántica relativista el estado cuántico no se refiere a partículas propiamente, sino al espacio-tiempo. Así en muchas teorías cuánticas relativistas existe un estado (a veces un conjunto de estados) de energía mínima {\displaystyle |\Omega \rangle } que representa el "vacío". Así un estado de un número de partículas puede evolucionar de tal manera que el estado tiende asintóticamente a ser un estado en el cual el número de partículas no coincide con el inicial.